# Fannie Barrier Williams

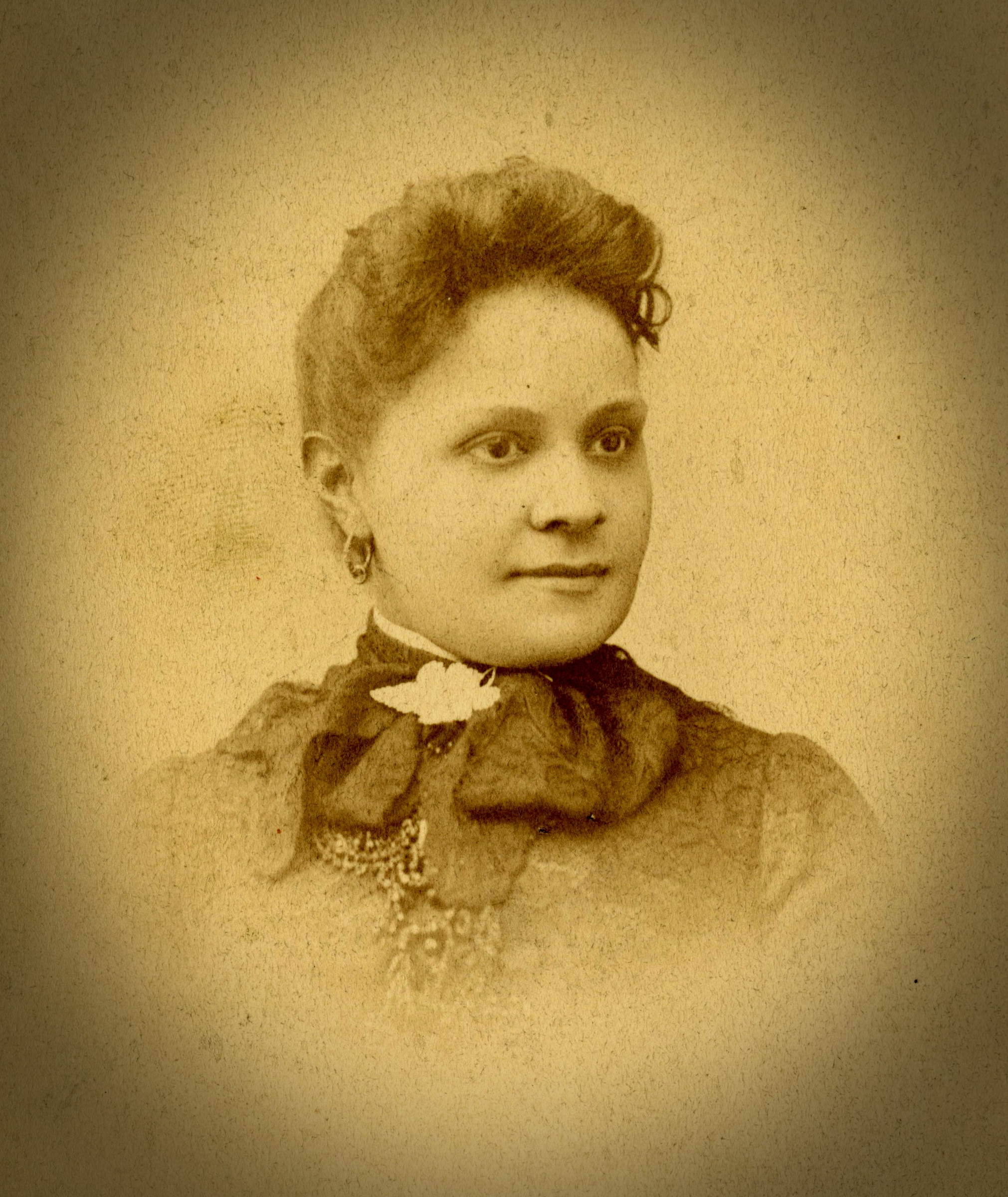
Fannie Barrier, ca. 1880

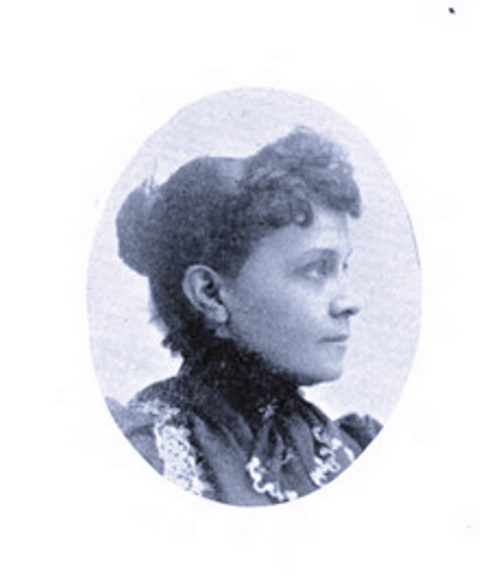
Fannie Barrier Williams, 1894

Frances „Fannie“ Barrier Williams (* 12. Februar 1855 in Brockport, New York; † 4. März 1944 ebenda) war eine US-amerikanische Pädagogin, Bürgerrechtsaktivistin und Frauenrechtlerin und die erste schwarze Frau, die Mitglied des Chicago Woman's Club wurde. Bekannt wurde sie durch ihre Bemühungen um eine offizielle Vertretung der Schwarzen im Kontrollgremium der World’s Columbian Exposition, der Weltausstellung 1893 in Chicago. Sie war auch Musikerin, Porträtistin und studierte Fremdsprachen.

## Leben
Barrier als jüngstes von drei Kindern von Anthony und Harriet Barrier geboren. Ihr Vater, geboren in Pennsylvania, kam als Kind nach Brockport, NY. Er gab an, teilweise französischer Abstammung zu sein. Er arbeitete als Friseur und wurde später Kohlehändler. Ihre Mutter wurde in Sherburne, NY, geboren und war eine Hausfrau, die ihr Leben der Erziehung ihrer Kinder und der Teilnahme an kirchlichen Aktivitäten widmete. Das Paar heiratete in Brockport, wo sie eine der wenigen schwarzen Familien der Stadt waren. Ihre Familie gehörte zu einer privilegierten Schicht, da ihr Vater ein solides Immobilienportfolio aufgebaut hatte und ein profitables Geschäft besaß. Barrier hatte engen Kontakt zur weißen Elite, ohne dass sie direkt diskriminiert wurde, wie es in anderen Teilen des Landes der Fall war. Die Familie Barrier besuchte die First Baptist Church in Brockport, wo der Vater ein angesehener Laienführer war und ihre Mutter Bibelunterricht gab und Klavier spielte. Sie waren die einzige schwarze Familie in der Gemeinde. In einem autobiografischen Artikel im Independent aus dem Jahr 1904 erinnerte sich Barrier an ihre Jugend in Brockport: „[…] es hätte kein herzlicheres, respektvolleres und innigeres Verhältnis geben können als das zwischen unserer Familie und den Weißen dieser Gemeinde.“
Barrier und ihre Geschwister Ella und George besuchten das Primary Department des alten Brockport Collegiate Institute. Danach besuchte Barrier weiterhin die Schule, in ihrer neuen Form der Brockport State Normal School (heute die State University of New York Brockport), und war die erste Afroamerikanerin, die 1870 dort ihren Abschluss machte.
Nach ihrem Abschluss ging Barrier in den Süden, um an einer Schule für Schwarze in Hannibal, MO, zu unterrichten, wo sie mit einem Ausmaß an Rassismus konfrontiert wurde, das sie in Brockport nie erlebt hatte. Zum ersten Mal wurde sie Zeugin von Rassentrennung, Einschüchterung, körperlichen Übergriffen und anderen Erniedrigungen, denen viele Schwarze ausgesetzt waren. Sie berichtete, dass sie von der Diskriminierung, der sie begegnete, „erschüttert“ war, und dieses neue Bewusstsein für den Rassismus, der sich gegen farbige Frauen richtete, veranlasste sie schließlich dazu, sich ein Leben lang zu engagieren.
Entmutigt durch den Rassismus, den sie erlebte, verließ Barrier den Süden, um am New England Conservatory of Music in Boston, MA, Klavier zu studieren. Das Konservatorium hatte jedoch eine große Reichweite und einen großen Einfluss und zog Studenten sowohl aus dem Norden als auch aus dem Süden an. Weiße Studenten aus dem Süden protestierten gegen Barriers Anwesenheit, und sie wurde unter Druck gesetzt, das Konservatorium zu verlassen.
Nachdem sie das Konservatorium in Boston verlassen hatte, ging Barrier nach Washington, D.C., um dort zu unterrichten, und schloss sich der aufkommenden Bildungsbewegung an, die sich auf Freedwomen konzentrierte. Die Gemeinschaft ermöglichten es ihr, Kontakte zu knüpfen und Verbindungen zu anderen gebildeten Schwarzen zu knüpfen. Als sie sich an der School of Fine Arts in Washington einschrieb, um Porträtmalerei zu studieren, stieß sie jedoch auch dort auf erhebliche Schwierigkeiten aufgrund ihrer Rasse.
Während sie in Washington, D.C., unterrichtete, lernte sie ihren zukünftigen Ehemann Samuel Laing Williams. Er arbeitete im United States Pension Office und studierte Jura an der Columbian University (später George Washington University). Sie heirateten im August 1887 in Brockport, kehrten nach Washington zurück und ließen sich schließlich in Chicago, IL, nieder, wo Williams in die Anwaltskammer von Illinois aufgenommen wurde und eine erfolgreiche Anwaltspraxis eröffnete. Das Paar trat der All Souls (Unitarian) Church in Chicago bei.
Ab 1900 wurde sie zu einer entschiedenen Befürworterin von Booker T. Washingtons Weg der friedlichen und untergeordneten Koexistenz. Nach dem Tod ihres Mannes im Jahr 1921 blieb Barrier Williams bis 1926 in Chicago. Im Jahr 1924 wurde die verwitwete Williams als erste Frau und erste schwarze Amerikanerin in das Board der Chicago Public Library berufen. 1926 kehrte sie nach Brockport zurück, um bei ihrer Schwester Ella D. Barrier zu leben, wo sie ein viel einfacheres und ruhigeres Leben führte.
Aufgrund ihres schwindenden Gesundheitszustands schrieb sie 1937 ihr Testament und ihren letzten Willen. Als Begünstigte ihres Nachlasses und ihrer Besitztümer nannte sie Menschen, die ihr wichtig waren, und die Organisationen, in denen sich Menschen für ihre Anliegen eingesetzt hatten. Am 4. März 1944 starb sie nach langer Krankheit und wurde zehn Tage später auf dem Brockport Cemetery beigesetzt.

## Soziales Engagement und Wohltätigkeitsarbeit
Barrier Williams und ihr Ehemann Samuel Laing Williams gehörten zur schwarzen Aristokratie des Mittleren Westens und engagierten sich in der lokalen Gemeinschaft als Aktivisten und Reformer. Die schwarze Elite Chicagos setzte sich zu der Zeit aus zwei verschiedenen Gruppen zusammen: der „alten Garde“, von der viele nach Chicago ausgewandert waren, um dem repressiven Klima des Südens zu entkommen, und eine neue Generation. Zusammen waren sie als die „Black 400“ bekannt. Die neue Generation war in der Regel frei und gebildet geboren, und die Frauen waren in der Öffentlichkeit präsenter als je zuvor. Auch die Zusammenarbeit zwischen den Rassen war entscheidend für den Aufbau von Netzwerken und die Gewinnung von Einfluss.
Barrier Williams zeichnete sich als Künstlerin und Wissenschaftlerin aus. Sie wurde eine bekannte Porträtistin und studierte Deutsch. Sie und ihr Ehemann gehörten zu den Gründungsmitgliedern des Prudence Crandall Study Club, einer Organisation, die von Chicagos elitärer afroamerikanischer Gemeinschaft gegründet wurde. Barrier Williams war verantwortlich für die Kunst- und Musikabteilung und leitete die Frauengruppe zusammen mit Mary Jane Richardson Jones, die ihr Mentorin und Freundin war. Sie waren bekannt als die „Cultured Negro Ladies“.
Obwohl viele weiße Frauenorganisationen ihre schwarzen Kolleginnen nicht als gleichberechtigt ansahen, verschaffte sich Barrier Williams einen Platz in der Illinois Woman's Alliance (IWA), die eine Brücke zwischen den Frauen des Prudence Crandall Study Club und der größeren Welt des öffentlichen Aktivismus, insbesondere in der Arbeiterbewegung, bildete. Die IWA machte die Belange der Frauen, insbesondere in Bezug auf Gesundheit und Hygiene, zu einem öffentlichen Anliegen. Barrier Williams wurde 1889 Vizepräsidentin der IWA und war Mitglied des Ausschusses, der sich mit der Gesundheit und Hygiene der Armen befasste.
Da sie sowohl mit Frederick Douglass als auch mit Booker T. Washington befreundet war, vertrat sie den Standpunkt der schwarzen Amerikaner in der IWA und hielt häufig Vorträge über die Notwendigkeit des Wahlrechts für alle Frauen, insbesondere aber für schwarze Frauen. Ihr Einsatz für die Rechte der Frauen wurde anerkannt, als sie als einzige schwarze Amerikanerin ausgewählt wurde, um auf dem Kongress der National American Woman Suffrage Association im Jahr 1907 die Laudatio auf Susan B. Anthony zu halten.
Barrier Williams war 1893 an der Gründung des Vorläufers und 1896 der National Association of Colored Women’s Clubs (NACW). Sie gehörte auch zu den Mitbegründern der National Association for the Advancement of Colored People (NAACP) und gründete 1895 zusammen mit Mary Church Terrell die National Federation of Afro-American Women.
Barrier Williams spielte eine entscheidende Rolle bei der Förderung des ersten von Afroamerikanern gegründeten und betriebenen Provident Hospitals in Chicago, das 1891 eröffnet wurde. Sie hatte sich unermüdlich für ein Krankenhaus für Schwarze eingesetzt, das von Schwarzen geleitet wurde und in dem ausschließlich schwarze Krankenschwestern arbeiteten, was eine dringend benötigte Beschäftigungsmöglichkeit für schwarze Frauen darstellte.
Barrier Williams nutzte ihr Bündnis mit der IWA, um ihren Eintritt in die Bewegung der weißen Frauenclubs zu erleichtern. Barrier Williams wurde 1894 als erste schwarze Frau für den angesehenen Chicago Woman's Club nominiert. Nach der Nominierung erhielten sie und ihre Unterstützer Drohungen, sowohl öffentlich als auch privat, und die Nominierung war ein Politikum, aber schließlich wurde sie 1896 als Mitglied aufgenommen.
Barrier Williams und ihr Ehemann arbeiteten für den Hyde Park Colored Voters Republican Club und die Colored Taft League. Sie spielte eine zentrale und kontinuierliche Rolle bei der Entwicklung des Frederick Douglass Center im Jahr 1905, einem Siedlungshaus, das sie als „das schwarze Hull House“ bezeichnete. Sie war auch maßgeblich an der Gründung des Phyllis Wheatley Home for Girls beteiligt.
Größere öffentliche Anerkennung erlangte Barrier Williams durch ihre Bemühungen um eine Vertretung der Schwarzen auf der Chicagoer Weltausstellung von 1893. Es gelang ihr, zwei Stellen für schwarze Amerikaner zu bekommen, und sie sorgte dafür, dass die Interessen der schwarzen Amerikaner in das Programm aufgenommen wurden. Sie wurde zur Beauftragten für farbige Interessen in der Abteilung für Öffentlichkeitsarbeit und Werbung ernannt. Barrier Williams wurde eingeladen, zwei wichtige Reden auf der Ausstellung zu halten. In der ersten, The Intellectual Progress of the Colored Women of the United States Since the Emancipation Proclamation („Der intellektuelle Fortschritt der farbigen Frauen in den Vereinigten Staaten seit der Emanzipationsproklamation“), wandte sich Barrier Williams an den World's Congress of Representative Women und widersprach der Auffassung, die Sklaverei habe schwarze amerikanische Frauen unfähig gemacht, das gleiche moralische und intellektuelle Niveau zu erreichen wie andere Frauen. Sie rief alle Frauen auf, sich zusammenzuschließen und ihre unveräußerlichen Rechte einzufordern. Auf ihre Rede folgten eine Diskussion von Anna J. Cooper und Fanny Jackson Coppin sowie lobende Worte von Frederick Douglass für die Reden aller drei Frauen.
Die zweite Rede wurde vor dem Weltparlament der Religionen gehalten. In der Rede mit dem Titel What Can Religion Further Do to Advance the Condition of the American Negro („Was kann die Religion zusätzlich tun, um die Lage der amerikanischen Schwarzen zu verbessern?“) wurden die Kirchen, insbesondere die im Süden, aufgefordert, ihre Türen für alle Menschen zu öffnen, unabhängig von ihrer Rasse. Barrier Williams verkündete, dass sie an die Fähigkeit der Religion und des Glaubens glaube, die Probleme der Gesellschaft zu lösen.

## Nachleben
Im Jahr 2014 benannte das SUNY-College at Brockport das Fannie Barrier Williams Women of Courage Scholarship nach ihr. Es wird an Studenten mit überdurchschnittlichen Noten und zu den Anforderungen gehört zudem ein Aufsatz über Engagement für soziale Gerechtigkeit. Im Jahr 2022 benannte die Schule das Liberal Arts Building zu ihren Ehren um, das nun den Namen Fannie Barrier Williams Liberal Arts Building trägt. Die Gemeinde Brockport hat außerdem den 6. Oktober 2022 zum „Fannie-Barrier-Williams-Tag“ erklärt.

## Werke (Auswahl)
- A Northern Negro’s Autobiography. In: The Independent. Band LVII, Nr. 2002, 14. Juli 1904 (hathitrust.org).
- After Many Days: A Christmas Story. In: The Colored American Magazine. Band 6, Nr. 2, Dezember 1902, S. 140–153.
- Mary Jo Deegan (Hrsg.): The New Woman of Color: The Collected Writings of Fannie Barrier Williams 1893–1918. Northern Illinois University Press, DeKalb, IL 2002, ISBN 978-0-87580-293-0.

## Weitere Literatur
- Brittney C. Cooper: Beyond Respectability: The Intellectual Thought of Race Women. University of Illinois Press, Urbana, IL 2017, ISBN 978-0-252-04099-3.
- Darlene Clark Hine: Black Women in American History. Carlson Pub., Brooklyn, NY 1990, ISBN 978-0-926019-61-4.
- Deborah Gray White: The Cost of Club Work, the Price of Black Feminism. In: Nancy A. Hewitt und Suzanne Lebsock (Hrsg.): Visible Women: New Essays on American Activism. University of Illinois Press, Urbana, IL 1993, ISBN 978-0-252-06333-6, S. 247–269.
- George F. Jackson: Black Women Makers of History: A Portrait. Dome Print. & Pub., Sacramento, CA 1975, ISBN 978-99977-1568-5, S. 30 f.
- Jules Archer: Breaking Barriers: The Feminist Revolution from Susan B. Anthony to Margaret Sanger to Betty Friedan. New York City 1991, ISBN 0-670-83104-2.
- Sylvia G.L. Dannett: Profiles of Negro Womanhood: 1619–1900. Educational Heritage, Yonkers, NY 1964, S. 327.